# أليكس ماركيز
أليكس ماركيز (22 يناير 1993 - 17 نوفمبر 2013) هو لاعب كرة قدم برتغالي في مركز الهجوم. لعب مع جي. دي. توريزينسي ‏ وA.D. Esposende ‏.

## وصلات خارجية
- أليكس ماركيز على موقع قاعدة بيانات كرة القدم.إي يو (الإنجليزية)